# 조나단 아도트
조나단 아도트(Jonathan Ahdout, 1989년 3월 18일 ~ )는 미국의 배우, 사진가이다. 샌타모니카에서 태어났다.

## 방송
- 24 시즌2

## 영화
- 아메리칸 건 (2005년)
- 모래와 안개의 집 (2003년) - 에스메일 역